# Liebfrauenkirche (Kitzbühel)
Koordinaten: 47° 26′ 54,5″ N, 12° 23′ 21,4″ O
Die Liebfrauenkirche ist eine kleine gotische Kirche mit einer Unterkirche in der Gemeinde Kitzbühel in Tirol und ist mit einem im Verhältnis mächtigen Glockenturm ausgestattet. Sie befindet sich im alten Friedhof unmittelbar neben der Stadtpfarrkirche St. Andreas. Der Turm gilt als das Wahrzeichen von Kitzbühel und trägt die beiden großen Glocken des Kitzbüheler Stadtgeläutes. Durch das Gnadenbild am Hochaltar wird die Liebfrauenkirche auch als eine Wallfahrtskirche bezeichnet.

## Geschichte
Die Liebfrauenkirche wurde als hochgotische Friedhofskapelle vermutlich in der zweiten Hälfte des 14. Jahrhunderts errichtet. 1373 wurde sie erstmals urkundlich erwähnt. Damals besaß sie nur ein kleines Türmchen an der Nordseite.
In den Jahren 1566 bis 1569 errichtete Meister Wilhelm Egarter über dem westlichen Teil der Friedhofskapelle den 48 m hohen Turm für die große Glocke der Pfarrkirche. Diese war bereits um 1518 angeschafft worden, zwölf Jahre nach Vollendung des gotischen Neubaus der Pfarrkirche. Es hatte sich jedoch herausgestellt, dass diese Glocke für den schlanken Turm der Pfarrkirche, der noch vom romanischen Bau stammte, zu groß war. Daher hing die Glocke jahrzehntelang an einem hölzernen Glockenstuhl im Freien neben der Kirche. Um diesem Provisorium abzuhelfen, entschloss man sich schließlich zum Bau eines großen Turmes über der Liebfrauenkirche.
Im Jahr 1702 wurde im Obergeschoß der Liebfrauenkirche der barocke Hochaltar mit dem Gnadenbild errichtet. Die weitere barocke Umgestaltung des Innenraumes erfolgte 1738 bis 1740 durch den Schwazer Baumeister Jakob Singer, den Stuckateur Hans Singer sowie den Maler Simon Benedikt Faistenberger.

## Architektur und Ausstattung

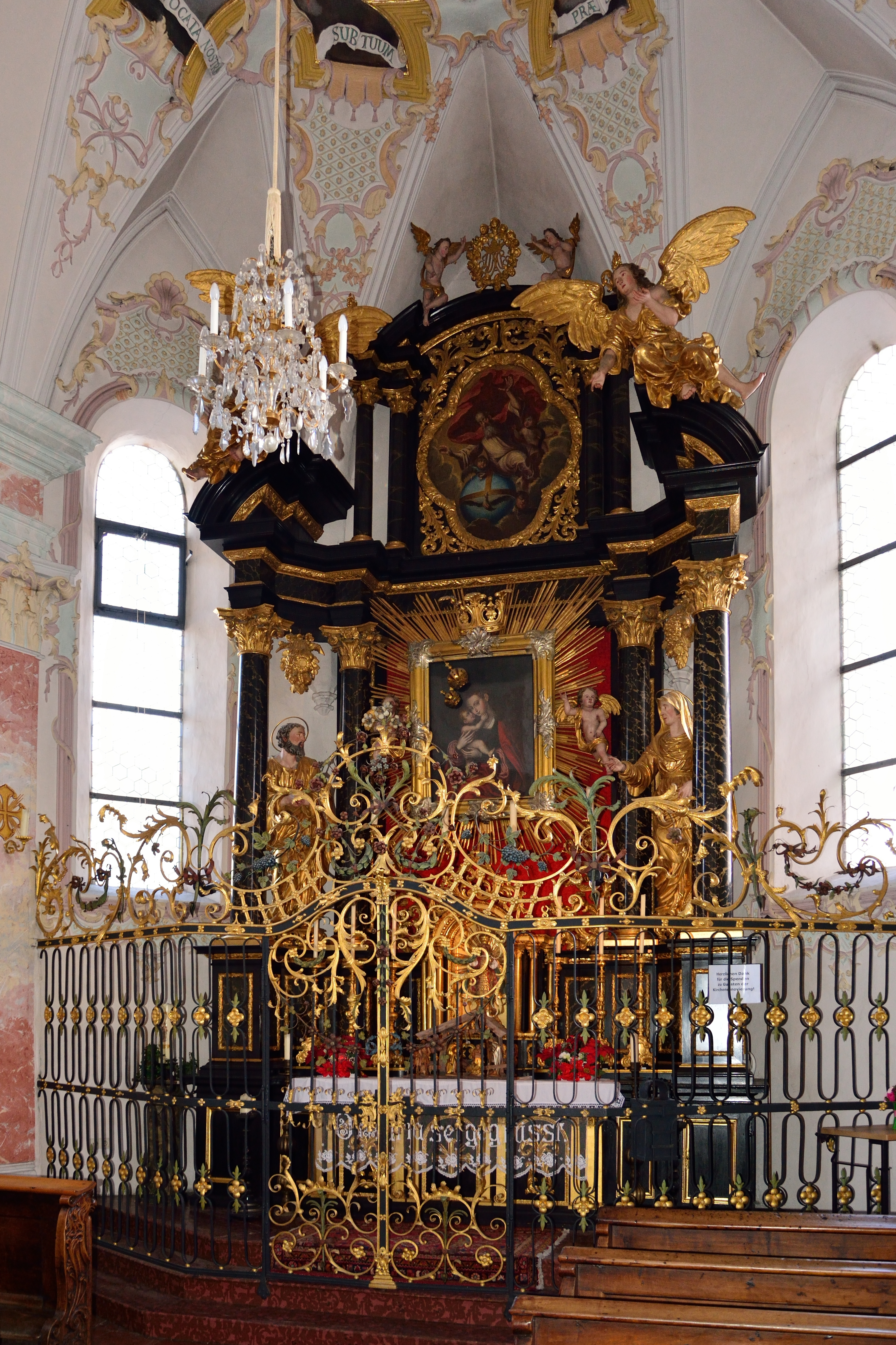
Hochaltar

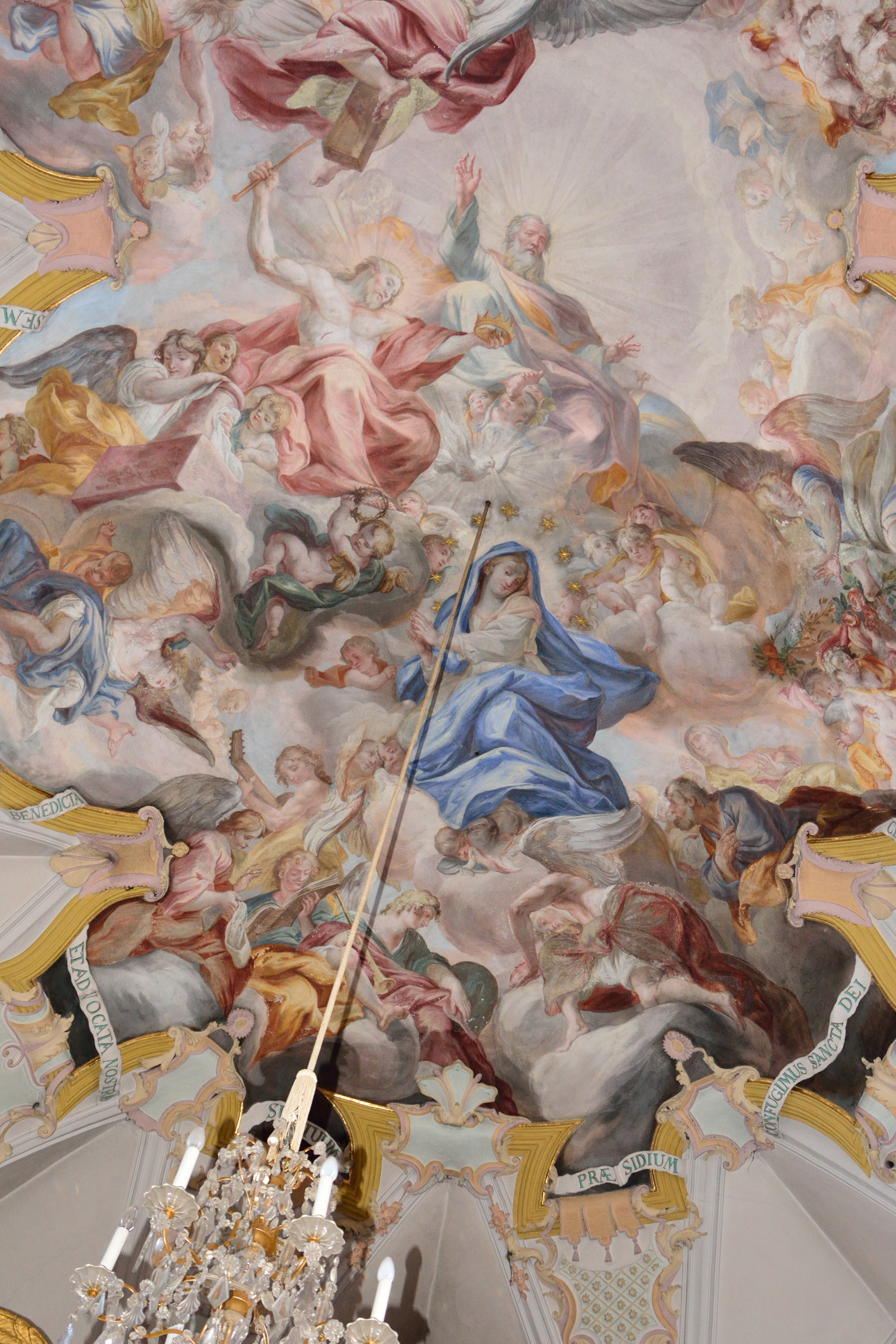
Deckenfresko

Die Liebfrauenkirche besteht aus der Oberkirche, der Unterkirche und dem Kirchturm. In der Unterkirche befindet sich der Karner. Das Langhaus der Oberkirche wurde bei der Errichtung des Turmes durch die östliche, tragende Turmmauer in zwei Räume geteilt. Es entstand der Vorraum unter dem Turm, und der Kirchenraum mit einem polygonalen Chor. Im Vorraum befinden sich zahlreiche Votivtafeln, die an Wallfahrten und Gebetserhörungen erinnern. Die ältesten Zeugnisse für Gebetserhörungen gehen in das Jahr 1732 zurück.
Der Kirchenraum wird vom Hochaltar von Georg Faistenberger aus dem Jahr 1702 dominiert. Im Zentrum befindet sich das Gnadenbild, eine um 1630 entstandene Kopie des bekannten Innsbrucker Maria-Hilf-Bildes von Lucas Cranach. Das Gnadenbild wird flankiert von Statuen des hl. Joachim und der hl. Anna, den Eltern Marias. Das Bild darüber zeigt Gottvater auf der Weltkugel und wird Ignaz Faistenberger zugeschrieben.
Das prächtige, schmiedeeiserne Rosengitter vor dem Hochaltar ist von Franz Witting aus dem Jahr 1778.
Das geschnitzte Kirchengestühl entstand 1720 und zeigt Löwenfiguren, Fratzen und Akanthusranken.
Die Fresken von Simon Benedikt Faistenberger stammen aus dem Jahr 1739. Im Gewölbe ist die Glorie der Gottesmutter dargestellt, über der Empore der harfespielende König David, sowie an den Wandflächen zweier vermauerter, gotischer Fenster der hl. Andreas als Fürsprecher der Stadt, sowie die leidenden Menschen, die die Hilfe Mariens (im Sonnenwagen!) erbitten. Der Stuck stammt von Hans Singer, dem Bruder des Baumeisters.
Das Orgelpositiv auf der Empore im hinteren Teil der Kirche wurde 1664 von Christoph Egedacher geschaffen. Im Jahr 1907 wurde es von der benachbarten Stadtpfarrkirche in die Liebfrauenkirche umgesetzt. Es verfügt über die vier Register Copel 8′ – Flöte	4′ – Principal 2′ – Quint 1  1⁄3′.

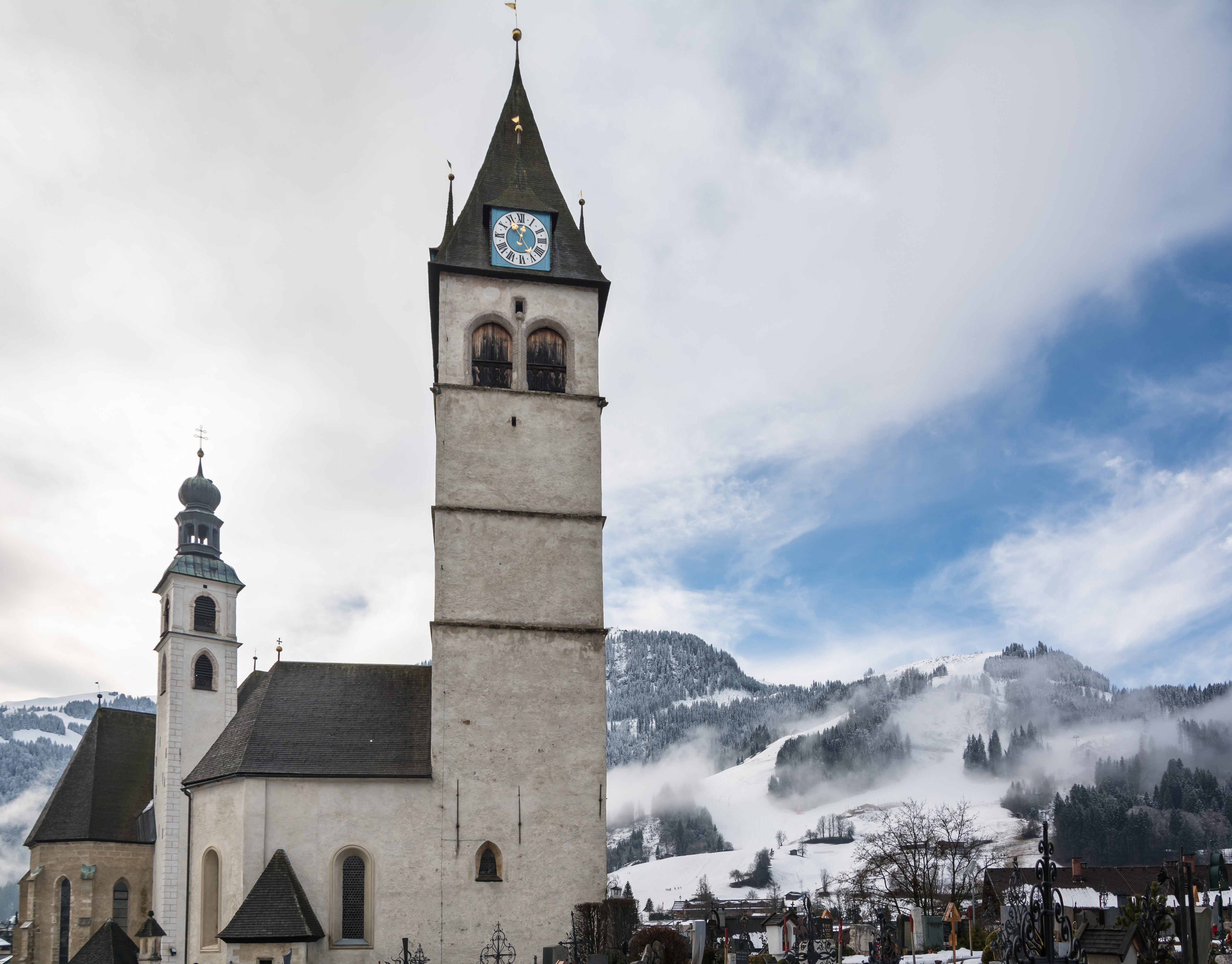
Liebfrauenkirche und Stadtpfarrkirche (hinten), im Hintergrund der Hahnenkamm
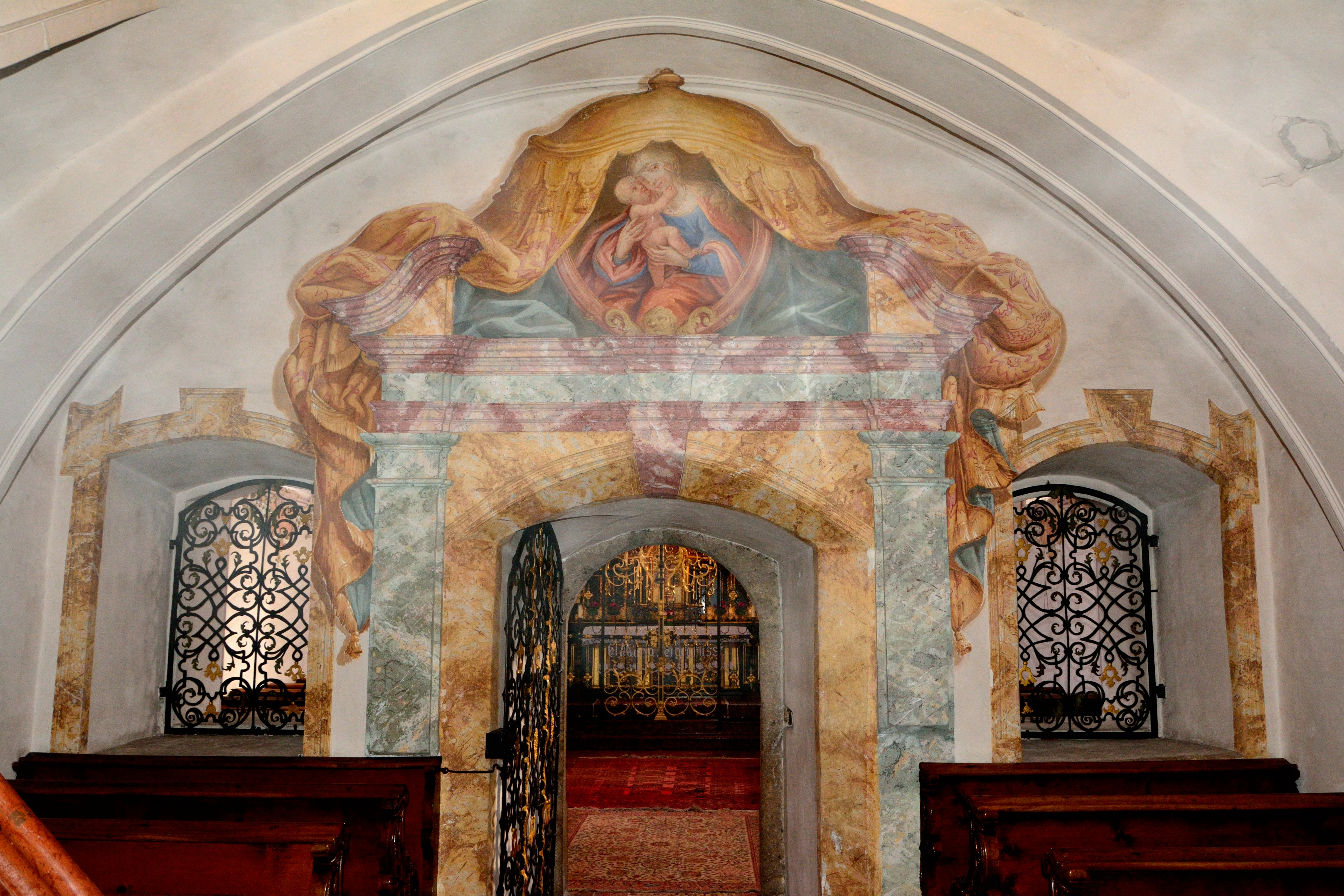
Vorraum
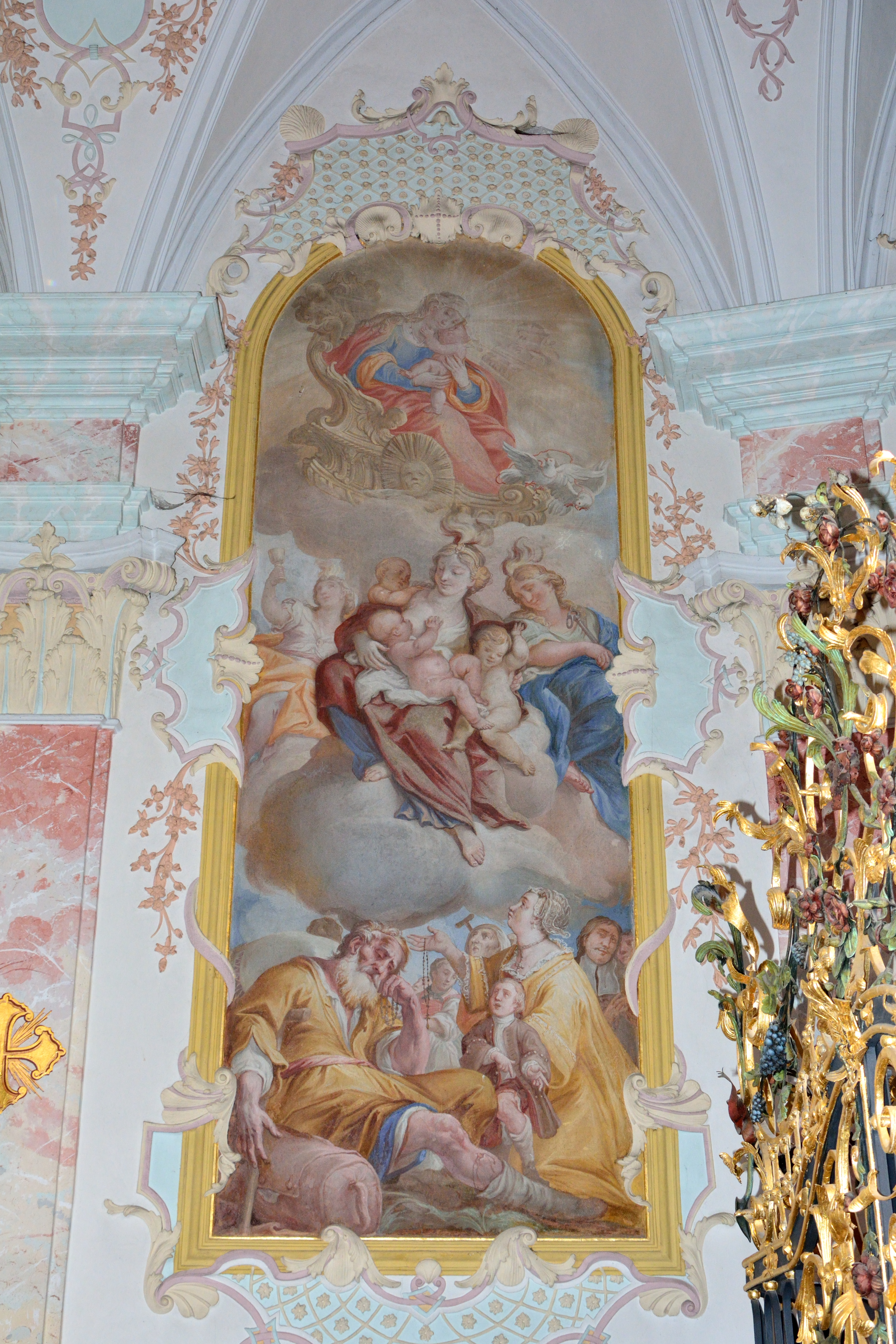
Wandfresko Leidende Menschen erbitten Marias Hilfe
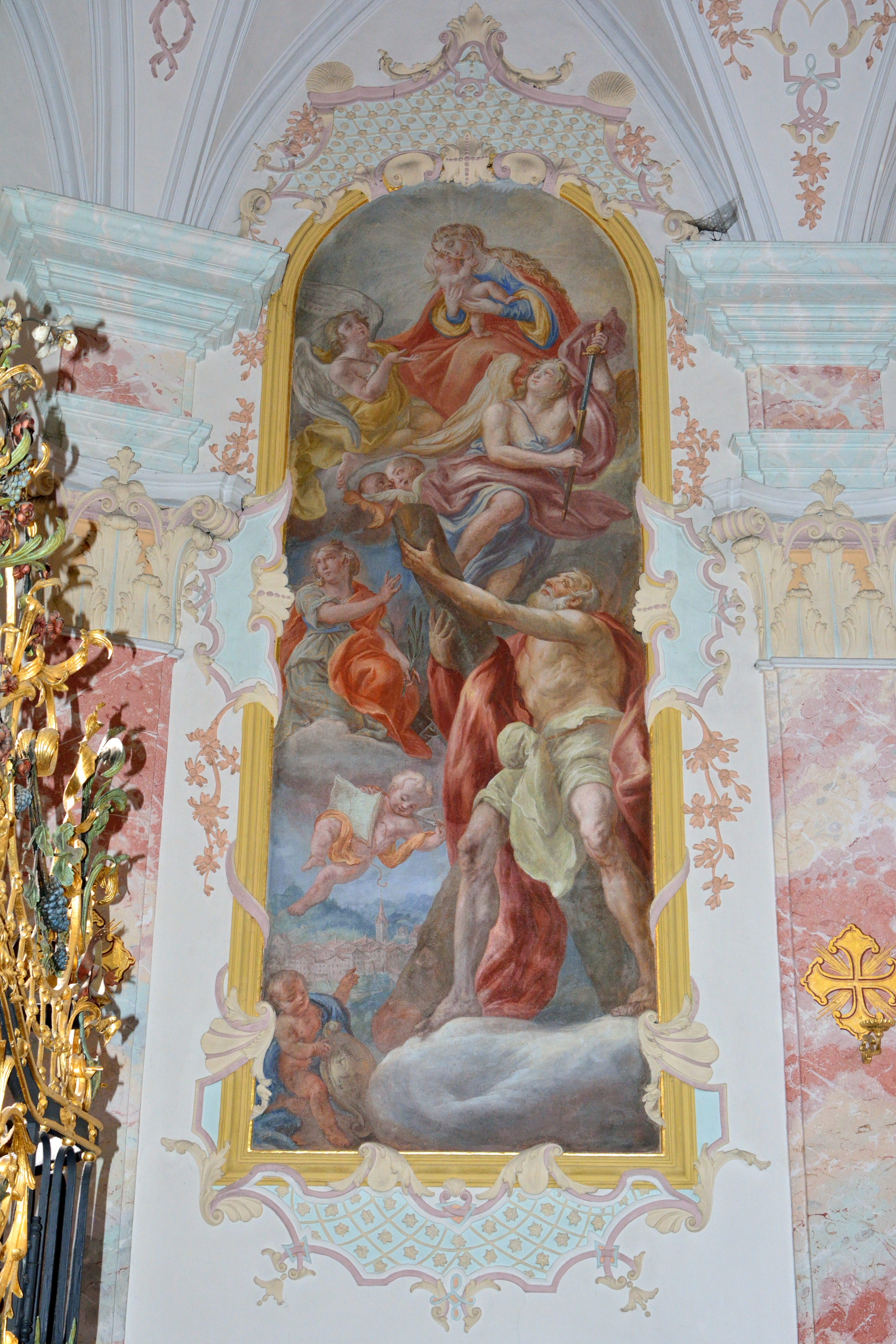
Wandfresko Hl. Andreas als Fürsprecher der Stadt
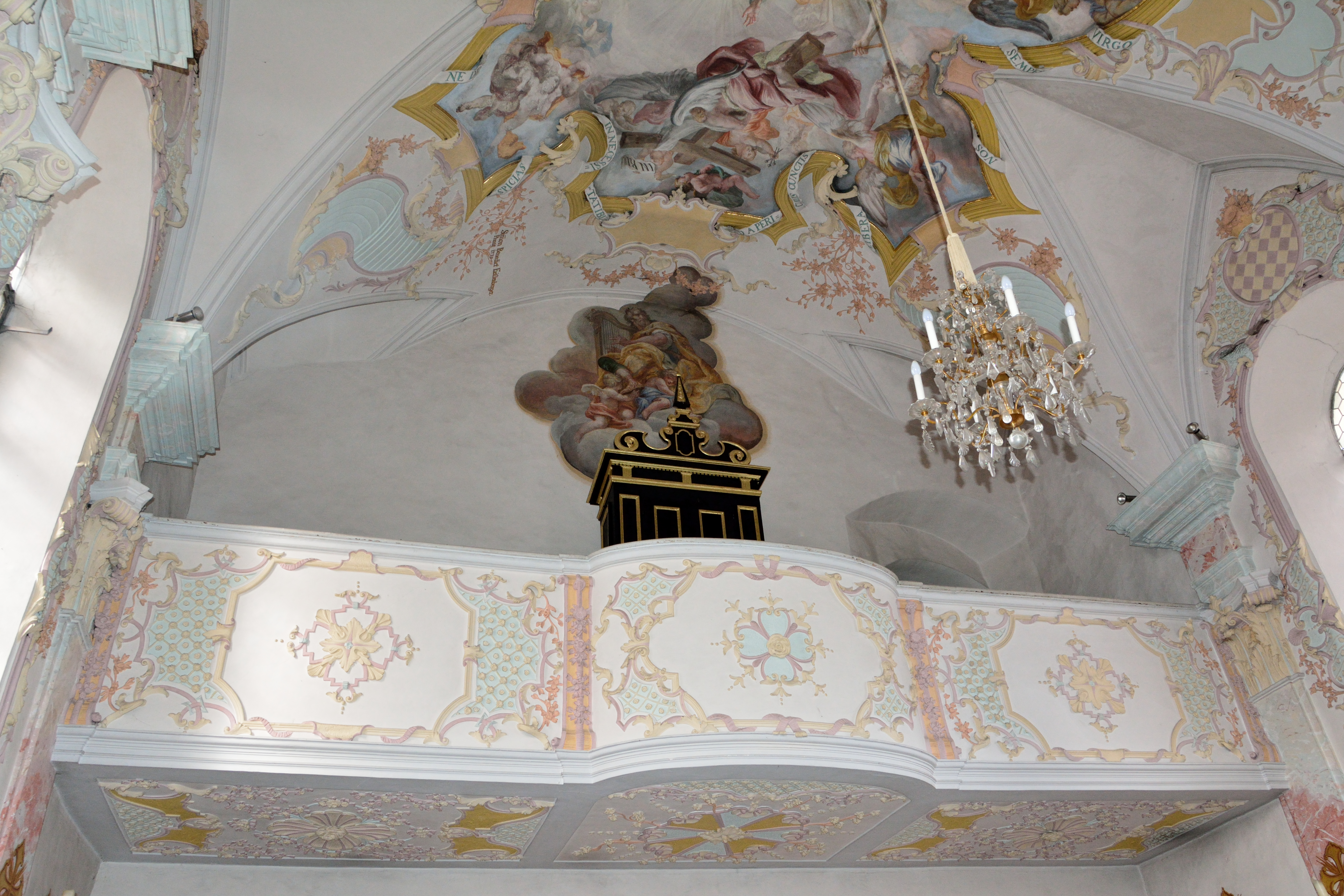
Empore und Orgelpositiv
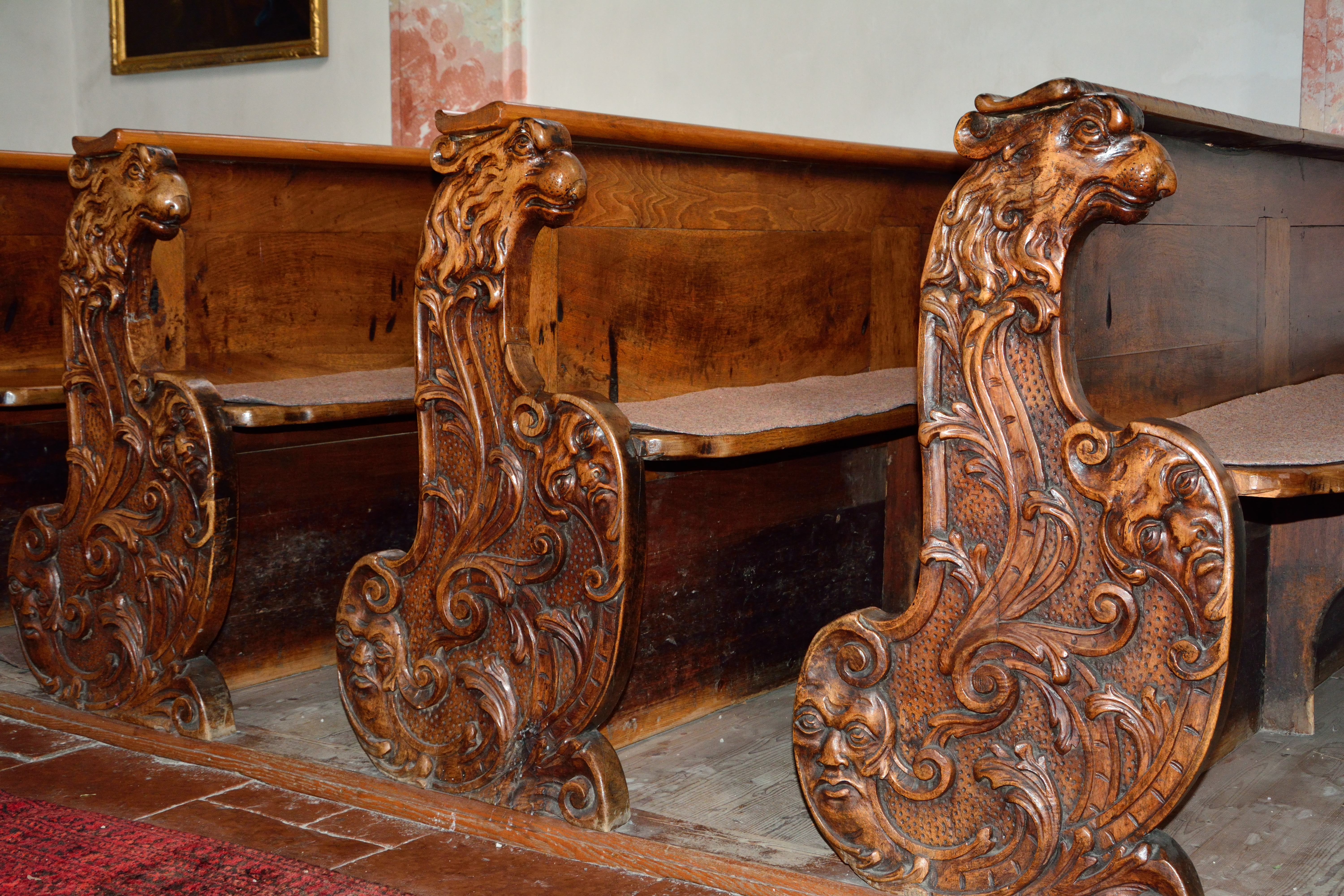
Geschnitzte Kirchenbänke

## Glocken

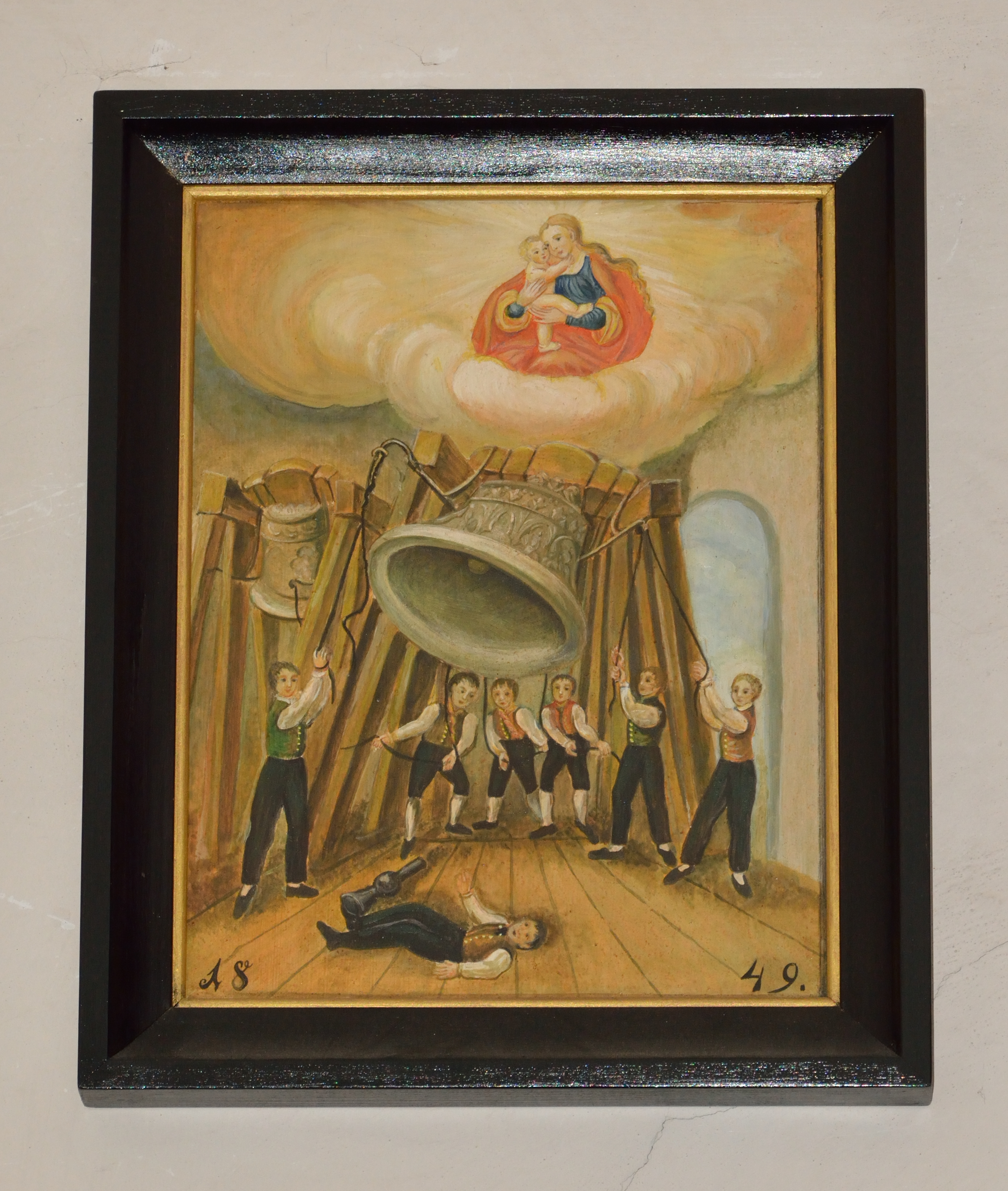
Votivbild im Vorraum: Unfall durch Klöppelbruch der Kaiserglocke (1849)

Über die große Glocke von 1518, die den Anstoß zum Bau des Turmes gegeben hatte, ist weiter nichts bekannt. Sie ist bereits lange nicht mehr vorhanden.
Der Turm beherbergt heute die beiden großen Glocken des Kitzbüheler Stadtgeläutes – der schlanke Turm der unmittelbar benachbarten Stadtpfarrkirche St. Andreas kann diese aus statischen Gründen nicht aufnehmen. Seit 1847 beherbergt der Turm die berühmte Kaiserglocke, die als klangschönste Glocke Tirols gilt. Sie wurde 1845 von Josef Georg Miller ursprünglich für den Innsbrucker Dom gegossen, dort aber wegen eines Schönheitsfehlers – eine Delle an der Haube – und des etwas zu hoch geratenen Tones abgelehnt. Schließlich wurde sie für Kitzbühel erworben. Später erhielt sie den Namen Kaiserglocke, da der Kaiser im Ersten Weltkrieg der Bitte nachkam, sie von der Ablieferung zu Kriegszwecken zu verschonen. Ihr Gewicht beträgt 6374 kg, ihr Durchmesser 215 cm, und ihr Nominal ist ein erhöhtes g0 (manchmal wird daher gis0 angegeben). 1970 kam noch die Andreasglocke dazu, gegossen von der Glockengießerei Grassmayr. Sie ist die zweitgrößte Glocke des Kitzbüheler Stadtgeläutes mit 2988 kg Gewicht und dem Ton b0 (so wie bei der Kaiserglocke erhöht und daher manchmal als h0 angegeben).
Schließlich hängt im Turm noch eine dritte Glocke: die Sterbeglocke wurde 1721 von Josef Grassmayr, Innsbruck gegossen, wiegt 125 kg bei einem Durchmesser von 610 mm und klingt mit dem Ton e″.